# Affari di cuore
Affari di cuore è stato un programma televisivo italiano andato in onda su Rai 2 dal 2000 al 2002 dal lunedì al venerdì alle 14.05, con la conduzione di Federica Panicucci. La prima puntata è andata in onda il 13 marzo 2000.

## La trasmissione
Il format della trasmissione era basato sui rapporti di coppia e, in particolare, sulle tentazioni che una coppia potrebbe ricevere da parte di corteggiatori esterni. Durante ogni puntata, infatti, due fidanzati proponevano il proprio problema d'amore, per poi osservare insieme al pubblico in studio e alla conduttrice un filmato, durante il quale il rispettivo partner veniva messo alla prova da un "provocatore" che corrispondeva con la descrizione del suo uomo o della sua donna ideale, con il quale trascorreva del tempo insieme e doveva superare una prova di "seduzione", generalmente realizzata in una camera d'albergo.
Al termine del filmato si commentava ciò che emergeva dal filmato, cercando di capire se v'è stato tradimento o se il partner è rimasto fedele, e traendo le conclusioni e decidendo se la relazione sarebbe proseguita o meno.
Gli autori del programma erano Gustavo Verde e Giampaolo Trombetti.

### Collocazione in palinsesto
La trasmissione fu proposto nel palinsesto di Rai 2 nella primavera del 2000, a stagione già avviata, nella fascia del primo pomeriggio feriale, tra le 14.05 e le 14.30; la trasmissione faceva da traino al talk show di Alda D'Eusanio Al posto tuo e, a parte i primi mesi in cui veniva registrato a Roma, andava in onda dagli studi torinesi della RAI.
La trasmissione, andata in onda fino al 2002, è stata poi sostituita da un altro format simile condotto da Federica Panicucci, Scherzi d'amore.

### Controversie
Nel 2001 la trasmissione è stata al centro dell'attenzione di un caso aperto da Striscia la notizia, che sosteneva che alcuni protagonisti delle storie proposte nella trasmissione e nel programma di Alda D'Eusanio Al posto tuo, in onda sempre su Rai 2 nel pomeriggio, fossero in realtà degli attori che recitavano una parte.